# Murcia persimilis
Murcia persimilis är en kvalsterart som först beskrevs av Banks 1906.  Murcia persimilis ingår i släktet Murcia och familjen Ceratozetidae. Inga underarter finns listade i Catalogue of Life.